# Rosita, Teksas
Rosita je naseljeno mjesto za statističke potrebe u američkoj saveznoj državi Teksas. Prema popisu stanovništva iz 2010. u njemu je živjelo 2.574	 stanovnika. Staro ime naselja je Rosita South.